# Chad Hurley
Chad Hurley Meredith (Birdsboro, Pensilvânia, 21 de julho de 1977) é o cofundador e ex-diretor-executivo do site de compartilhamento de vídeos Youtube. Foi o responsável pelo  desenvolvimento dos aspectos das tags e compartilhamento de vídeos do canal. Em outubro de 2006, vendeu a empresa para o Google por US$ 1,65 bilhão. Antes de iniciar seus trabalho com a rede social, Hurley trabalhou no eBay e Paypal, onde conheceu seus antigos sócios Steve Chen e Jawed Karim.